# Dinera carinifrons
Dinera carinifrons là một loài ruồi trong họ Tachinidae.